# Synthesis
Synthesis – czasopismo naukowe zawierające artykuły na temat badań z chemii organicznej, w szczególności skupia się na syntezie organicznej. Wydawane jest przez Thieme Chemistry. Impact factor tego czasopisma wynosił w 2014 2,689.
Od sierpnia 2006 roku wybrane publikacje są dostępne bezpłatnie.
Synthesis jest indeksowane przez: Current Contents/Life Science, Current Contents/Physical, Chemical and Earth Science, CAS, Science Citation Index, Research Alert, Scisearch, Index Chemicus, Chemistry Citation Index, Current Chemical Reactions, Reaction Citation index, Reference Update, Biological Abstracts, EMBASE, CABS/BIOBASE, oraz GEO Abstracts/GEOBASE.
Redaktorem naczelnym jest D. Enders – profesor Instytutu Chemii Organicznej w Akwizgranie.